# Нерелигиозность в Саудовской Аравии
Саудовская Аравия является абсолютной теократической монархией. Государственной религией является ислам суннитского толка. Вероотступничество карается смертной казнью.
В связи с этим доля нерелигиозного населения не поддается адекватной оценке. Атеисты и агностики регулярно подвергаются репрессиям со стороны властей и могут общаться только подпольно либо через Интернет. По данным опроса института Гэллапа, доля нерелигиозного населения в стране составляет 19 %, доля атеистов — 5 %.
В марте 2014 года Министерство внутренних дел Саудовской Аравии объявило всех саудовских атеистов «террористами», а сам терроризм, по их мнению, — это «призыв к атеистическому мышлению в любой форме либо попытка поставить под вопрос основные принципы исламской религии, которые лежат в основе государства».